# Kristjan Järvi
Kristjan Järvi (né le 13 juin 1972 à Tallinn en Estonie) est un chef d'orchestre et un compositeur estonien-américain.
Il est le fils de Neeme Järvi et le frère de Paavo Järvi et a épousé la violoniste Leila Josefowicz.

## Biographie

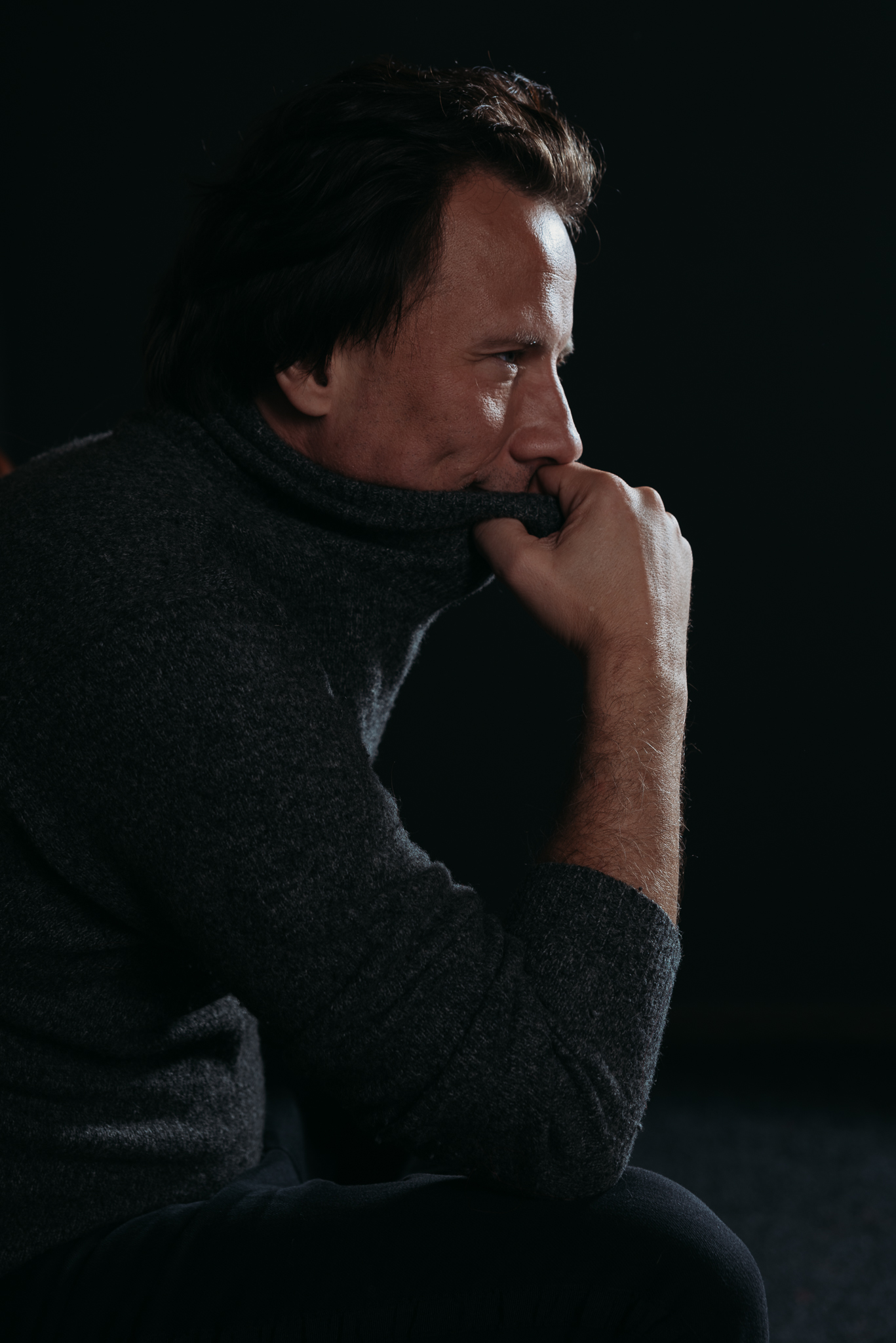
La Photo de Kristjan Järvi prise en 2019 par Siiri Kumari

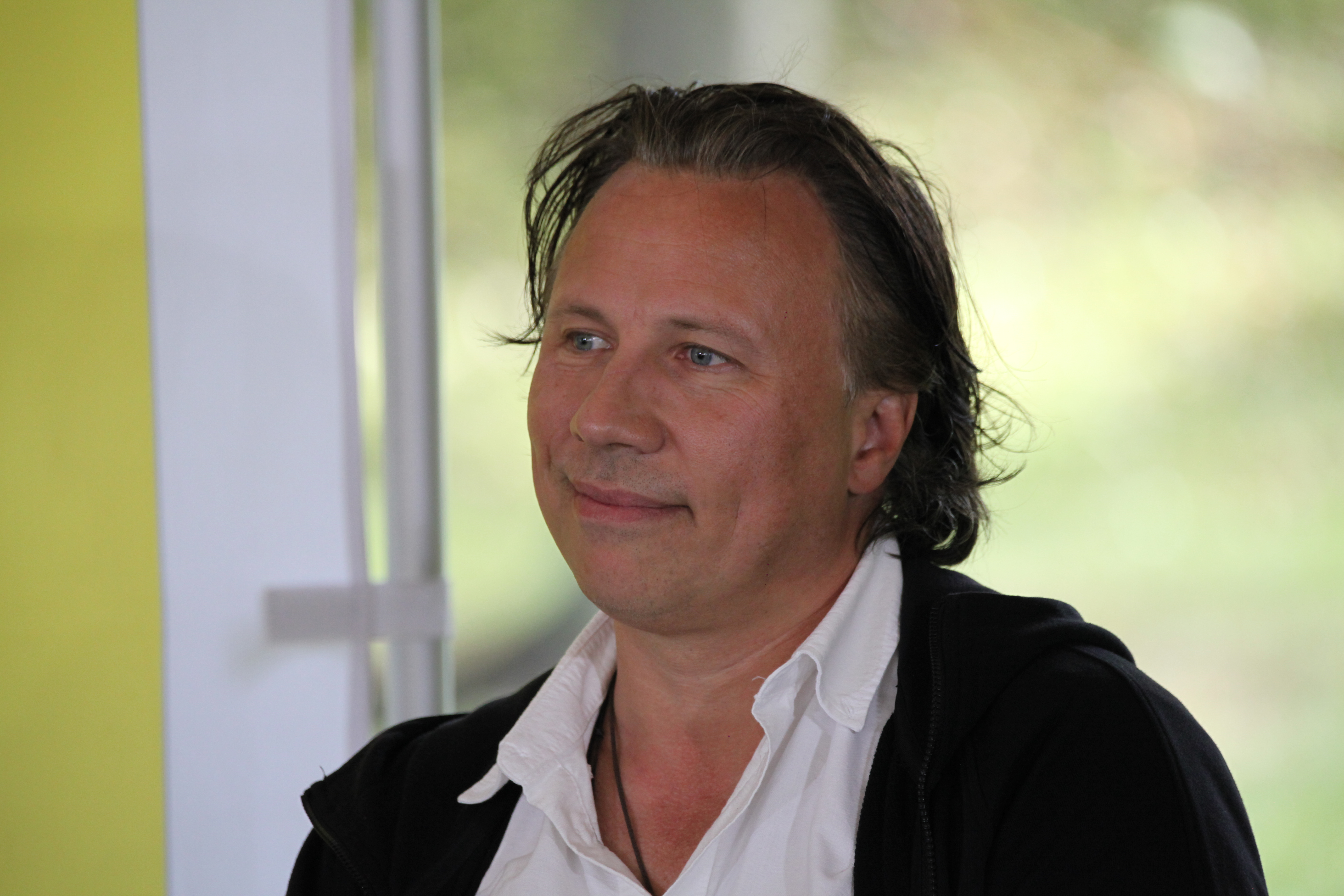
Kristjan Järvi (2021)

Lorsque Kristjan Järvi a sept ans, sa famille émigre aux États-Unis et s'installe à Rumson. Il grandit à New York et étudie le piano avec Nina Svetlanova à la Manhattan School of Music. Il étudie ensuite la direction d'orchestre à l'université du Michigan auprès de Kenneth Kiesler.
De 1998 à 2000, Kristjan Järvi est assistant du chef d'Esa-Pekka Salonen à l'Orchestre philharmonique de Los Angeles. Avec le compositeur Gene Pritsker (en), ils fondent en 1993 l'« Absolute Ensemble », basé à New York, dont Kristjan Järvi devient le directeur musical. En 2007, Kristjan Järvi et l'Absolute Ensemble reçoivent le Prix de la Deutsche Bank pour « réalisation artistique exceptionnelle ».
Kristjan Järvi est le chef d'orchestre et directeur musical de l'Orchestre symphonique du NorrlandsOperan (en) d'Umeå en Suède de 2000 à 2004. De 2004 à 2009, il devient le chef d'orchestre et directeur musical de l'orchestre Tonkünstler à Vienne. Kristjan Järvi est aussi le conseiller artistique du Kammerorchester Basel et le chef et fondateur du Baltic Youth Philharmonic. En avril 2011, Järvi a été nommé le chef d'orchestre principal de l'Orchestre symphonique de la MDR. Il a renouvelé son contrat en 2015, jusqu'en 2018.
En plus d'une nomination aux Grammy Awards, Kristjan Järvi a déjà reçu le prix des critiques de disque allemands et un Grammy suédois pour l'enregistrement de l'opéra d'Hilding Rosenberg Isle of Bliss. Il a enregistré Missa Brevis de Leonard Bernstein avec le Tonkünstler Orchestra et l'Absolute Ensemble. Bien que le répertoire de Kristjan Järvi comprenne des pièces de la période classique et de la période romantique, il est aussi spécialiste des compositeurs nordiques du XXe siècle et de la musique contemporaine, ayant commandé des œuvres à Arvo Pärt, HK Gruber (de), Erkki-Sven Tüür, Ezequiel Viñao (en), Peeter Vähi (en), Joe Zawinul, Gediminas Gelgotas (en) entre autres.
En 2014, Kristjan Järvi et le label français Naïve Records ont lancé le « Kristjan Järvi Sound Project », une série en cours, avec des enregistrements de tous les ensembles dont il a pris la direction.
Les activités philanthropiques de Kristjan Järvi comprennent la fondation de la Estonian Orphanage Music Outreach Foundation et l'Académie absolue à Brême.
En 2016, Kristjan Järvi crée sa propre compagnie de production Sunbeam Productions afin de pouvoir offrir des expériences uniques  de musique vivante à son public. Kristjan a récemment signé un contrat d'enregistrement avec BMG - Modern Recordings avec lequel, en 2020, il a sorti son premier album «Nordic Escapes».
Après «La Fille des Neiges» et «Le Lac des Sygnes», les propres arrangements de Kristjan Järvi de la série Theatre Works de Tchaïkovski sur Sony Classical prennent leur envol avec sa troisième sortie: «La Belle au bois dormant». La prochaine sortie en décembre 2020 était  "Casse-Noisette".